# Henk Barnard
Hendrik Johannes Barnard (Rotterdam, 8 augustus 1922 – Laren, 16 april 2003) was een Nederlandse schrijver van kinderboeken, journalist en televisieregisseur.
Barnard leverde een belangrijke bijdrage aan de discussie over de pedagogische emancipatie van jeugdliteratuur in de maatschappijkritische periode van de jaren 70 van de twintigste eeuw. Barnard reisde als eindredacteur van een actualiteitenrubriek op televisie veel. De schrijnende toestanden die hij tegenkwam in de derde wereld verwerkte hij in zijn boeken.
Zijn eerste boeken waren prententieloze, korte, grappige verhalen voor jonge kinderen. In zijn latere verhalen (vanaf De Marokkaan en de kat van tante Da) verwerkte hij wel elementen van zijn reizen. In zijn latere boeken ging hij meer aandacht besteden aan stijl en vorm. Zijn boeken werden vaak voorzien van illustraties door zijn vrouw Reintje Venema.
Petra, de dochter van Henk Barnard speelde in de beginjaren mee in de televisieserie Pipo de Clown.
Daarnaast werkte hij als televisieregisseur. Hij ontving in 1976 uit handen van minister Jan Pronk de Dick Scherpenzeelprijs voor zijn journalistieke reportages over de Derde Wereld.